# Campionato di calcio della Germania meridionale
Il campionato di calcio della Germania meridionale (tedesco: Süddeutsche Meisterschaft) è stato per trentacinque anni la principale competizione calcistica della Germania meridionale. Fondato nel 1898, si tenne sino al 1933, anno dell'avvento al potere del Terzo Reich.
Attualmente non esiste un campionato di calcio della Germania del sud vero e proprio, ma le selezioni Under-15 giocano ancora un torneo annuale che comprende club della Germania meridionale un tempo impegnati in questo campionato con le proprie prime squadre. 

## Contesto
Il calcio tedesco si articolava, dall'inizio, in associazioni regionali che organizzavano ciascuna il proprio campionato, spesso antecedenti il campionato nazionale. Se si esclude il 1903, i campionati regionali erano formalmente soltanto turni di qualificazione al campionato nazionale, ma continuarono per anni a mantenere un forte valore per i tifosi e i club. 
I campionati regionali disputati in Germania erano:
- Campionato di calcio della Germania meridionale, costituito nel 1898
- Campionato di calcio di Brandeburgo, costituito nel 1898
- Campionato di calcio della Germania centrale, costituito nel 1902
- Campionato di calcio della Germania occidentale, costituito nel 1903
- Campionato di calcio di marzo, disputato dal 1903 al 1911
- Campionato di calcio della Germania settentrionale, costituito nel 1906
- Campionato di calcio della Germania sud-orientale, costituito nel 1906
- Campionato baltico di calcio, costituito nel 1908

Tutti questi campionati regionali furono sospesi con l'ascesa al potere del nazismo nel 1933. Alla fine della seconda guerra mondiale alcuni di questi tornei furono ripristinati, mentre altri, come il campionato baltico di calcio, sparirono del tutto anche perché i territori un tempo sotto la giurisdizione dei tedeschi erano passati ad altri stati. Con Campionihip, as the territories they were held in were not part of Germany any more. Nel 1945 nacque anche un'altra competizione, il campionato di calcio della Germania sud-occidentale. Nel 1963, con l'istituzione della Bundesliga, tutti questi campionati regionali cessarono di esistere.

## Storia

### 1897-1919
La Süddeutsche Fußball-Verband (SFV), la federcalcio della Germania meridionale, fu fondata a Karlsruhe il 17 ottobre 1897, tre anni prima della costituzione della Federazione calcistica della Germania (DFB). In origine si chiamava Verband Süddeutscher Fußball-Vereine (Associazione dei club calcistici della Germania meridionale). Una delle figure chiave per lo sviluppo del calcio nel territorio fu Walther Bensemann, fondatore della rivista calcistica kicker, ruolo ricoperto fino all'avvento del Nazismo. L'altra figura decisiva per il calcio tedesco dell'epoca era Friedrich Wilhelm Nohe, presidente del Karlsruher FV. L'associazione riuniva otto club:
- Karlsruher FV
- Phönix Karlsruhe
- Fidelitas Karlsruhe[6]
- 1. FC Pforzheim
- FC Heilbronn
- FG 96 Mannheim
- FC Hanau 93
- Germania 94 Frankfurt

La SFV inizialmente aveva un giurisdizione comprendente un territorio più ampio. Alla sua formazione, nel 1897, vi facevano parte gli seguenti stati e le seguenti regioni:
- Regno di Baviera
- Regno di Württemberg
- Granducato di Baden
- Granducato di Assia
- Alsazia-Lorena
- Provincia prussiana di Hohenzollern
- Provincia prussiana di Assia-Nassau (solo la zona meridionale)
- Provincia prussiana del Reno (solo la zona maridionale)

Dal 1898 la SFV organizzò il campionato della Germania meridionale con cadenza annuale. Il torneo funse sempre da turno di qualificazione al campionato tedesco di calcio ad eccezione dell'annata 1903, quando si disputò direttamente il campionato tedesco. Pur essendo soltanto una competizione preliminare, conobbe una grande popolarità presso tifosi e giocatori. Durante la sua storia subì vari cambiamenti di formato e di dimensioni. Inizialmente comprendeva solo squadre di città quali Francoforte sul Meno, Mannheim e Karlsruhe, poi anche club bavaresi
Nei primi anni la competizione era irregolare e molto confinata territorialmente, oltre a vedere il dominio di alcuni club. Dal 1907 la pratica del calcio nella Germania meridionale divenne più organizzata. Il calcio nazionale fu diviso in quattro distretti (tedesco: Kreis) e dal 1910 ognuno di questi distretti aveva un proprio campionato: 
- Nordkreis-Liga (Assia)
- Ostkreis-Liga (Baviera)
- Südkreis-Liga (Württemberg, Baden e Alsazia)
- Westkreis-Liga (Palatinato, Lorena e zona meridionale della Provincia del Reno)

L'istituzione di questi campionati fu un primo passo verso un sistema più centralizzato, favorita anche dalla crescente competizione tra i club della Germania meridionale, che in poco tempo si sarebbero imposti come le squadre egemoni del calcio nazionale negli anni '20

### 1919-1933
Dopo la fine della prima guerra mondiale, la regione dell'Alsazia-Lorena passò di nuovo alla Francia e i suoi club non parteciparono più al campionato della SFV.
Dalla stagione 1919-1920 la Germania meridionale fu divisa in dieci leghe subregionali: 
- Kreisliga Hessen
- Kreisliga Nordbayern
- Kreisliga Nordmain
- Kreisliga Odenwald
- Kreisliga Pfalz
- Kreisliga Saar
- Kreisliga Südbayern
- Kreisliga Südmain
- Kreisliga Südwest
- Kreisliga Württemberg

I vincitori di questi dieci campionati erano poi divisi in due gruppi da tre squadre uno da quattro per determinare le quattro squadre campioni che si qualificavano alle semifinali (le prime classificate di ogni gruppo e le seconde classificate nei gruppi da quattro squadre). Le vincenti delle semifinali accedevano poi alle finali della Germania meridionale. 

## Albo d'oro

### 1899-1933: campionato della Germania meridionale
| Stagione | Vincitore           | Seconda               |
| 1898     | Freiburger FC       | Karlsruher FV         |
| 1899     | Straßburger FV      | Karlsruher FV         |
| 1900     | Straßburger FV      | Karlsruher FV         |
| 1901     | Karlsruher FV       | Germania 94 Frankfurt |
| 1902     | Karlsruher FV       | FC Hanau 93           |
| 1903     | Karlsruher FV       | FC Hanau 93           |
| 1904     | Karlsruher FV       | Germania Frankfurt    |
| 1905     | Karlsruher FV       | FC Hanau 93           |
| 1906     | 1. FC Pforzheim     | FC Hanau 93           |
| 1907     | Freiburger FC       | 1. FC Nürnberg        |
| 1908     | Stuttgarter Kickers | 1. FC Nürnberg        |
| 1909     | Phönix Karlsruhe    | 1. FC Nürnberg        |
| 1910     | Karlsruher FV       | FC Bayern Munich      |
| 1911     | Karlsruher FV       | FC Bayern Munich      |
| 1912     | Karlsruher FV       | Phönix Mannheim       |
| 1913     | Stuttgarter Kickers | Frankfurter FV        |
| 1914     | SpVgg Fürth         | Frankfurter FV        |
| 1915     | Non disputato       | Non disputato         |

| Stagione | Vincitore           | Secondo                 |
| 1916     | 1. FC Nürnberg      | Ludwigshafener FC Pfalz |
| 1917     | Stuttgarter Kickers | Spvgg Fürth             |
| 1918     | 1. FC Nürnberg      | Union Stuttgart         |
| 1919     | non disputato       | non disputato           |
| 1920     | 1. FC Nürnberg      | Ludwigshafener FC Pfalz |
| 1921     | 1. FC Nürnberg      | Phönix Ludwigshafen     |
| 1922     | Wacker München      | Borussia Neunkirchen    |
| 1923     | SpVgg Fürth         | Phönix Ludwigshafen     |
| 1924     | 1. FC Nürnberg      | SpVgg Fürth             |
| 1925     | VfR Mannheim        | 1. FC Nürnberg          |
| 1926     | FC Bayern Munich    | SpVgg Fürth             |
| 1927     | 1. FC Nürnberg      | SpVgg Fürth             |
| 1928     | FC Bayern Munich    | Eintracht Frankfurt     |
| 1929     | 1. FC Nürnberg      | FC Bayern Munich        |
| 1930     | Eintracht Frankfurt | SpVgg Fürth             |
| 1931     | SpVgg Fürth         | Eintracht Frankfurt     |
| 1932     | Eintracht Frankfurt | FC Bayern Munich        |
| 1933     | FSV Frankfurt       | TSV 1860 Munich         |

- Lo SpVgg Fürth vinse nel 1929 il campionato tedesco dopo essersi qualificato come terza squadra della Germania meridionale.

## Albo d'oro della Oberliga Süd
| Stagione | Vincitore           | Secondo             |
| -------- | ------------------- | ------------------- |
| 1945-46  | VfB Stuttgart       | 1. FC Nürnberg      |
| 1946-47  | 1. FC Nürnberg      | SV Waldhof Mannheim |
| 1947-48  | 1. FC Nürnberg      | TSV 1860 Munich     |
| 1948-49  | Kickers Offenbach   | VfR Mannheim        |
| 1949-50  | SpVgg Fürth         | VfB Stuttgart       |
| 1950-51  | 1. FC Nürnberg      | SpVgg Fürth         |
| 1951-52  | VfB Stuttgart       | 1. FC Nürnberg      |
| 1952-53  | Eintracht Frankfurt | VfB Stuttgart       |
| 1953-54  | VfB Stuttgart       | Eintracht Frankfurt |
| 1954-55  | Kickers Offenbach   | SSV Reutlingen      |
| 1955-56  | Karlsruher SC       | VfB Stuttgart       |
| 1956-57  | 1. FC Nürnberg      | Kickers Offenbach   |
| 1957-58  | Karlsruher SC       | 1. FC Nürnberg      |
| 1958-59  | Eintracht Frankfurt | Kickers Offenbach   |
| 1959-60  | Karlsruher SC       | Kickers Offenbach   |
| 1960-61  | 1. FC Nürnberg      | Eintracht Frankfurt |
| 1961-62  | 1. FC Nürnberg      | Eintracht Frankfurt |
| 1962-63  | TSV 1860 Munich     | 1. FC Nürnberg      |

- in grassetto le squadre che vinsero poi il campionato tedesco

## Finali
Il campionato della Germania meridionale non fu deciso sempre da una finale in gara secca. Prima del 1908 il campionato non prevedeva la disputa di una finale. Dal 1908 il vincitore del campionato fu deciso da un confronto con turni di andata e ritorno, con la prima classificata automaticamente vincitrice del titolo. Nel 1916, 1918, 1920, 1921, 1932 e 1933 si giocò di nuovo la finale.
| Anno | Campione            | Secondo                 | Risultato     | Data             | Luogo                | Affluenza |
| ---- | ------------------- | ----------------------- | ------------- | ---------------- | -------------------- | --------- |
| 1898 | Freiburger FC       | Karlsruher FV           | 2-0           |                  |                      |           |
| 1899 | Straßburger FV      | Karlsruher FV           | 4-3           |                  |                      |           |
| 1900 | Straßburger FV      | Karlsruher FV           |               |                  |                      |           |
| 1901 | Karlsruher FV       | Germania Frankfurt      |               |                  |                      |           |
| 1902 | Karlsruher FV       | FC Hanau 93             | 4-0           |                  |                      |           |
| 1903 | Karlsruher FV       | FC Hanau 93             | 5-2           |                  |                      |           |
| 1904 | Karlsruher FV       | Germania Frankfurt      | 5-0           |                  |                      |           |
| 1905 | Karlsruher FV       | FC Hanau 93             | non disputata |                  |                      |           |
| 1906 | 1. FC Pforzheim     | FC Hanau 93             | 5-3           |                  |                      |           |
| 1907 | Freiburger FC       | 1. FC Nürnberg          | 1-1 / 3-1     |                  |                      |           |
| 1916 | 1. FC Nürnberg      | Ludwigshafener FC Pfalz | 4-1           |                  | Stoccarda            |           |
| 1918 | 1. FC Nürnberg      | Union Stuttgart         | 6-2 / 3-2     |                  |                      |           |
| 1920 | 1. FC Nürnberg      | Ludwigshafener FC Pfalz | 3-0           |                  | Stoccarda            |           |
| 1921 | 1. FC Nürnberg      | Phönix Ludwigshafen     | 2-1 dts       | 30 aprile 1921   | Stoccarda            |           |
| 1922 | Wacker München      | Borussia Neunkirchen    | 2-1 dts       | 14 novembre 1922 | Francoforte sul Meno |           |
| 1932 | Eintracht Frankfurt | FC Bayern Munich        | 2-01          | 1 maggio 1932    | Stoccarda            | 50 000    |
| 1933 | FSV Frankfurt       | TSV 1860 Munich         | 1-0           | 30 aprile 1933   | Francoforte sul Meno |           |

- 1 Partita sospesa all'83º minuto per invasione di campo, Eintracht Frankfurt dichiarato vincitore.

## Coppa
Dal 1918 al 1927 la SFV organizzò anche una competizione di coppa, la Süddeutscher Pokal (Coppa della Germania meridionale), molto prima dell'introduzione della DFB-Pokal, la Coppa di Germania, da parte della federcalcio tedesca nel 1935. A volte la squadra vincitrice di questa coppa guadagnava l'accesso al campionato della Germania meridionale. La compagine più titolata nella competizione di coppa è il SpVgg Fürth, vincitore di cinque coppe.
| Anno | Campione             | Secondo             | Risultato | Data           | Luogo                | Affluenza |
| ---- | -------------------- | ------------------- | --------- | -------------- | -------------------- | --------- |
| 1918 | SpVgg Fürth          | Stuttgarter Kickers | 2-1       | 21 aprile 1918 | Stoccarda            | 5 000     |
| 1919 | 1. FC Nürnberg       | Stuttgarter SC      | 5-2       |                |                      |           |
| 1920 | Stuttgarter SC       | Waldhof Mannheim    | 5-3       |                |                      |           |
| 1921 | Borussia Neunkirchen | Nürnberger FV       | 3-2       |                |                      |           |
| 1922 | TV 1847 Augsburg     | Freiburger FC       | 3-1       |                |                      |           |
| 1923 | SpVgg Fürth          | FC Bayern Munich    | 4-3       | 17 giugno 1923 | Monaco di Baviera    | 10 000    |
| 1924 | 1. FC Nürnberg       | Stuttgarter Kickers | 1-0       |                |                      |           |
| 1925 | SpVgg Fürth          | Stuttgarter Kickers | 2-0       | 23 agosto 1925 | Monaco di Baviera    | 7 000     |
| 1926 | SpVgg Fürth          | VfB Stuttgart       | 3-2 dts   | 1 agosto 1926  | Francoforte sul Meno | 20 000    |
| 1927 | SpVgg Fürth          | FSV Frankfurt       | 3-0       | 14 agosto 1927 | Stoccarda            | 8 000     |

Conclusasi la seconda guerra mondiale, nel 1952 la Coppa della Germania meridionale fu ripristinata e funse da torneo di qualificazione alla Coppa di Germania. La coppa fu abolita nel 1974, dopo l'ultima edizione, tenutasi in quell'anno..

## Campionati regionali

### 1907-1919
| Anno | Nordkreis          | Ostkreis         | Südkreis            | Westkreis               |
| 1907 | FC Hanau 93        | 1. FC Nürnberg   | Freiburger FC       |                         |
| 1908 | FC Hanau 93        | 1. FC Nürnberg   | Stuttgarter Kickers | Ludwigshafener FC Pfalz |
| 1909 | FC Hanau 93        | 1. FC Nürnberg   | Phönix Karlsruhe    | FV Kaiserslautern       |
| 1910 | Victoria Hanau     | FC Bayern Munich | Karlsruher FV       | Mannheimer FG           |
| 1911 | SV Wiesbaden       | FC Bayern Munich | Karlsruher FV       | Mannheimer FG           |
| 1912 | Frankfurter FV     | SpVgg Fürth      | Karlsruher FV       | Phönix Mannheim         |
| 1913 | Frankfurter FV     | SpVgg Fürth      | Stuttgarter Kickers | VfR Mannheim            |
| 1914 | Frankfurter FV     | SpVgg Fürth      | Stuttgarter Kickers | VfR Mannheim            |
| 1915 | non disputato      | non disputato    | non disputato       | non disputato           |
| 1916 | FC Hanau 93        | 1. FC Nürnberg   | Freiburger FC       | Ludwigshafener FC Pfalz |
| 1917 | FSV Frankfurt      | SpVgg Fürth      | Stuttgarter Kickers | Ludwigshafener FC Pfalz |
| 1918 | Amicitia Frankfurt | 1. FC Nürnberg   | Union Stuttgart     | Phönix Mannheim         |
| 1919 | Frankfurter FV     | non disputato    | non disputato       | non disputato           |

### 1920-1923
| Anno | Nordbayern     | Südbayern        | Württemberg            | Südwest         | Odenwald         |
| 1920 | 1. FC Nürnberg | FC Bayern Munich | Stuttgarter SC         | Freiburger FC   | Waldhof Mannheim |
| 1921 | 1. FC Nürnberg | Wacker München   | Stuttgarter Kickers    | 1. FC Pforzheim | Waldhof Mannheim |
| 1922 | SpVgg Fürth    | Wacker München   | Sportfreunde Stuttgart | Karlsruher FV   | VfR Mannheim     |
| 1923 | SpVgg Fürth    | FC Bayern Munich | Stuttgarter Kickers    | 1. FC Pforzheim | Phönix Mannheim  |

| Anno | Hessen             | Nordmain            | Südmain           | Pfalz                   | Saar                 |
| 1920 | Germania Wiesbaden | Frankfurter FV      | Kickers Offenbach | Ludwigshafener FC Pfalz | Saar 05 Saarbrücken  |
| 1921 | FSV Mainz 05       | Eintracht Frankfurt | Kickers Offenbach | Phönix Ludwigshafen     | Borussia Neunkirchen |
| 1922 | SV Wiesbaden       | Germania Frankfurt  | VfL Neu-Isenburg  | Phönix Ludwigshafen     | Borussia Neunkirchen |
| 1923 | SV Wiesbaden       | FSV Frankfurt       | Kickers Offenbach | Phönix Ludwigshafen     | Borussia Neunkirchen |

### 1924-1927
| Anno | Bayern           | Mainbezirk    | Rheinbezirk      | Rheinhessen-Saar     | Württemberg-Baden   |
| 1924 | 1. FC Nürnberg   | FSV Frankfurt | Waldhof Mannheim | Borussia Neunkirchen | Stuttgarter Kickers |
| 1925 | 1. FC Nürnberg   | FSV Frankfurt | VfR Mannheim     | SV Wiesbaden         | Stuttgarter Kickers |
| 1926 | FC Bayern Munich | FSV Frankfurt | VfR Mannheim     | FV Saarbrücken       | Karlsruher FV       |
| 1927 | 1. FC Nürnberg   | FSV Frankfurt | VfL Neckarau     | FSV Mainz 05         | VfB Stuttgart       |

### 1928-1933
| Anno | Baden            | Württemberg         | Nordbayern     | Südbayern        |
| 1928 | Karlsruher FV    | Stuttgarter Kickers | SpVgg Fürth    | FC Bayern Munich |
| 1929 | Karlsruher FV    | Germania Brötzingen | 1. FC Nürnberg | FC Bayern Munich |
| 1930 | Freiburger FC    | VfB Stuttgart       | SpVgg Fürth    | FC Bayern Munich |
| 1931 | Karlsruher FV    | Union Böckingen     | SpVgg Fürth    | FC Bayern Munich |
| 1932 | Karlsruher FV    | 1. FC Pforzheim     | 1. FC Nürnberg | FC Bayern Munich |
| 1933 | Phönix Karlsruhe | Stuttgarter Kickers | 1. FC Nürnberg | FC Bayern Munich |

| Anno | Main                | Hessen         | Rhein            | Saar                 |
| 1928 | Eintracht Frankfurt | Wormatia Worms | Waldhof Mannheim | FV Saarbrücken       |
| 1929 | Eintracht Frankfurt | Wormatia Worms | VfL Neckarau     | Borussia Neunkirchen |
| 1930 | Eintracht Frankfurt | Wormatia Worms | Waldhof Mannheim | FK Pirmasens         |
| 1931 | Eintracht Frankfurt | Wormatia Worms | Waldhof Mannheim | FK Pirmasens         |
| 1932 | Eintracht Frankfurt | FSV Mainz 05   | Waldhof Mannheim | FK Pirmasens         |
| 1933 | FSV Frankfurt       | FSV Mainz 05   | Waldhof Mannheim | FK Pirmasens         |

Fonte: Germany - Campionihips 1902-1945, su rsssf.com, RSSSF. URL consultato il 26 luglio 2008.
- in grassetto le squadre poi hanno vinto il campionato della Germania meridionale

## Iuniores

### Under-19
| Anno | Campioni             |
| 1946 | VfL Kornwestheim     |
| 1947 | Union Böckingen      |
| 1948 | Germania Nürnberg    |
| 1949 | TG Viktoria Augsburg |
| 1950 | FC Bayern Munich     |
| 1951 | VfB Mühlburg         |
| 1952 | Kickers Offenbach    |
| 1953 | FC Konstanz          |
| 1954 | FC Bayern Munich     |
| 1955 | VfB Stuttgart        |
| 1956 | 1. FC Nürnberg       |
| 1957 | Karlsruher SC        |
| 1958 | 1. FC Nürnberg       |
| 1959 | VfR Mannheim         |

| Anno | Campioni            |
| 1960 | 1. FC Nürnberg      |
| 1961 | Karlsruher SC       |
| 1962 | Karlsruher SC       |
| 1963 | TSV 1860 Munich     |
| 1964 | 1. FC Nürnberg      |
| 1965 | 1. FC Nürnberg      |
| 1966 | VfB Stuttgart       |
| 1967 | VfB Stuttgart       |
| 1968 | VfB Stuttgart       |
| 1969 | Karlsruher SC       |
| 1970 | Eintracht Frankfurt |
| 1971 | 1. FC Nürnberg      |
| 1972 | Kickers Offenbach   |
| 1973 | Kickers Offenbach   |

### Under-15
Nel 1979 fu istituito il campionato della Germania meridionale, disputato su base annuale dai cinque campioni subregionali. Si tratta dell'unica competizione calcistica maschile ancora oggi attiva sulla base geografica della Germania meridionale. La fase finale del campionato si disputa in luogo neutro. Dal 2010 si organizza nella regione la Regionalliga Süd Under-15, che raggruppa le migliori squadre Under-15 della Germania meridionale.
| Anno | Campioni            |
| 1979 | SV Gengenbach       |
| 1980 | Eintracht Frankfurt |
| 1981 | VfB Stuttgart       |
| 1982 | FC Bayern Munich    |
| 1983 | 1. FC Nürnberg      |
| 1984 | VfB Stuttgart       |
| 1985 | FC Bayern Munich    |
| 1986 | VfB Stuttgart       |
| 1987 | FC Bayern Munich    |
| 1988 | 1. FC Nürnberg      |
| 1989 | Eintracht Frankfurt |
| 1990 | FC Bayern Munich    |
| 1991 | FC Bayern Munich    |
| 1992 | VfB Stuttgart       |
| 1993 | 1. FC Nürnberg      |

| Anno | Campioni            |
| 1994 | Kickers Offenbach   |
| 1995 | Eintracht Frankfurt |
| 1996 | VfB Stuttgart       |
| 1997 | VfB Stuttgart       |
| 1998 |                     |
| 1999 |                     |
| 2000 |                     |
| 2001 | VfB Stuttgart       |
| 2002 | Waldhof Mannheim    |
| 2003 | SC Freiburg         |
| 2004 | SC Freiburg         |
| 2005 | Eintracht Frankfurt |
| 2006 | Kickers Offenbach   |
| 2007 | VfB Stuttgart       |
| 2008 |                     |